# Exagamglogen-Autotemcel
| Übersicht         | Übersicht |
| ----------------- | --- |
| Freiname          | Exagamglogen-Autotemcel |
| Andere Namen      | - Exa-cel - CTX-001, CTX001 |
| ATC-Code          | B06AX05 |
| Wirkstoffklasse   | Hämatologika |
| Eigenschaft       | Genetisch modifizierte, autologe, mit CD34+-Zellen angereicherte Population von hämatopoetischen Stamm- und Vorläuferzellen (HSPC) |
| Verabreichungsweg | Intravenös |
| DrugBank          | DB15572 |
| Handelsname       | Casgevy (Vertex Pharmaceuticals)                                                                                                   |

Exagamglogen-Autotemcel (auch Exagamglogen autotemcel geschrieben; kurz Exa-cel) ist ein gentherapeutisches Arzneimittel zur Behandlung der Sichelzellkrankheit und der β-Thalassämie. Beide sind angeborene schwere Blutkrankheiten. Bei Exa-cel handelt es sich um patienteneigene Blutstammzellen, die mittels der „Genschere“ CRISPR/Cas9 genetisch editiert (umgeschrieben) wurden und dann rückinfundiert werden. Bedingt durch die genetische Veränderung produzieren die Stammzellen fetales Hämoglobin (HbF) und entwickeln rote Blutzellen (Erythrozyten) mit verbesserter Funktion. So kann bei Thalassämie wieder ausreichend Sauerstoff mit dem Blut transportiert werden und bei der Sichelzellkrankheit werden Blutgefäßverstopfungen vermindert.
Exa-cel wurde unter dem Handelsnamen Casgevy 2023 im Vereinigten Königreich und in den USA sowie im Februar 2024 in der EU zugelassen. Es ist die erste auf der CRISPR/Cas9-Technologie basierende humanmedizinische Gentherapie.

## Hintergrund

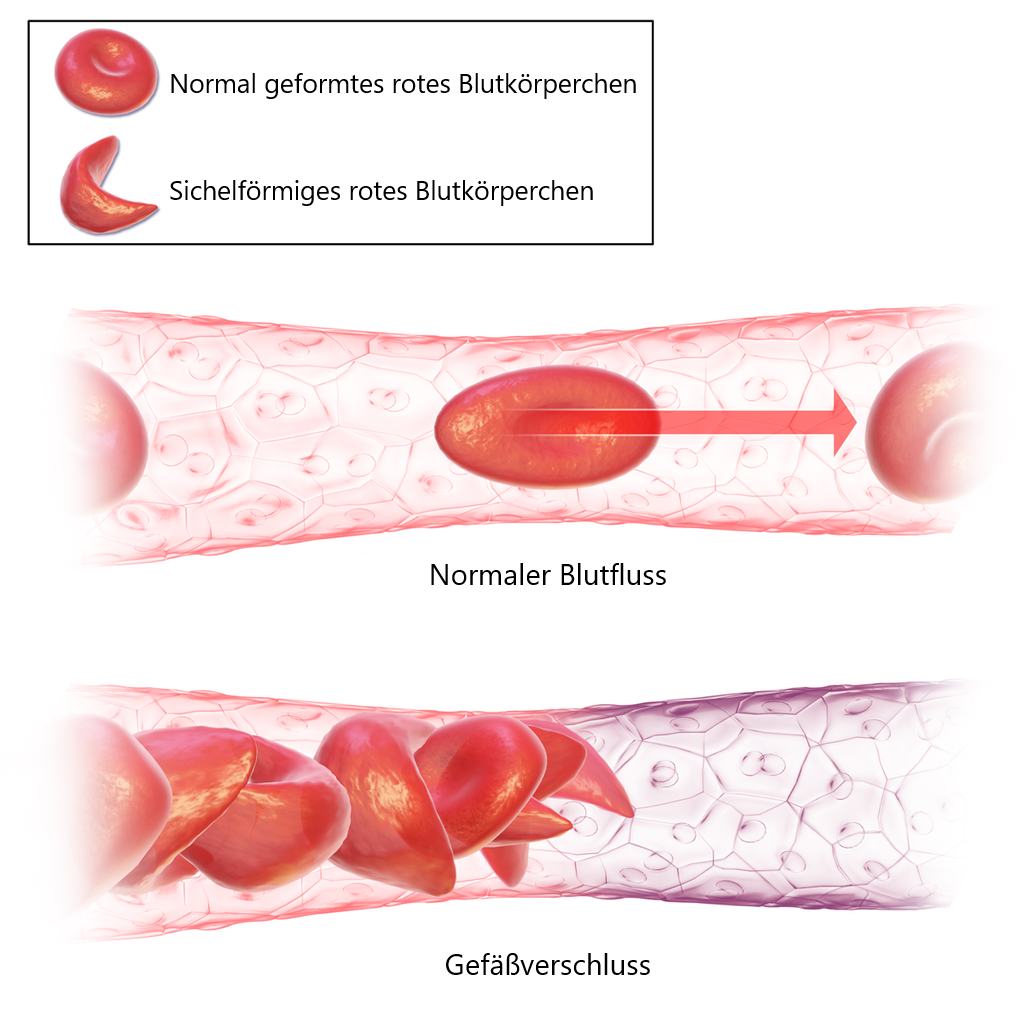
Rote Blutzellen bei Sichelzellenkrankheit

Sowohl die transfusionsabhängige β-Thalassämie (TDT) als auch die Sichelzellkrankheit (SCD) sind Erkrankungen des Blutes, die auf mutationsbedingten Störungen der Synthese von β-Ketten des adulten Hämoglobins beruhen.
Patienten mit TDT bilden kein (β0) oder nicht genügend (β+) Hämoglobin, das für den Sauerstofftransport im Körper zuständig ist. Dadurch kommt es zur Anämie und die Patienten benötigen regelmäßige Bluttransfusionen. TDT ist eine seltene Krankheit, die in der EU bei etwa 0,8 von 10.000 Menschen auftritt.
Bei der SCD kommt es zu Veränderungen in der β-Kette des Hämoglobins. Dieses abnorme Sichelzellen-Hämoglobin (HbS) bewirkt, dass sich roten Blutzellen sichelförmig verformen und steif und klebrig werden, so dass sie miteinander verklumpen und nur schlecht durch die Blutgefäße fließen können. Es kann zu einer gestörten Durchblutung bis hin zu Verstopfungen der Blutgefäße (vasookklusive Krisen, VOC) kommen, die mit anfallsartigen Schmerzen einhergehen können. SCD ist eine seltene Krankheit, die in der EU bei etwa 1,3 von 10.000 Menschen auftritt und lebensbedrohlich sein kann.

## Zulassung
In der EU wurde Exa-cel im Februar 2024 bedingt zugelassen. Das bedeutet, dass weitere Nachweise für den Nutzen des Arzneimittels erwartet werden. Da es sich bei Exa-cel um ein Arzneimittel für neuartige Therapien handelt, stützte sich die Zulassungsempfehlung der Europäischen Arzneimittelagentur (EMA) auf eine Bewertung durch den Ausschuss für neuartige Therapien (CAT). Die Anwendungsgebiete lauten:
- Behandlung von transfusionsabhängiger β-Thalassämie bei Patienten ab 12 Jahren, die für eine Transplantation von hämatopoetischen Stammzellen (HSZ) geeignet sind und für die kein humaner Leukozyten-Antigen (HLA)-kompatibler, verwandter HSZ-Spender zur Verfügung steht.
- Behandlung von schwerer Sichelzellkrankheit bei Patienten ab 12 Jahren mit rezidivierenden vasookklusiven Krisen, die für eine Transplantation von hämatopoetischen Stammzellen geeignet sind und für die kein humaner Leukozyten-Antigen(HLA)-kompatibler, verwandter HSZ-Spender zur Verfügung steht.

Zuvor hatte Exa-cel im November 2023 im Vereinigten Königreich eine Zulassung in diesen Indikationen von der Arzneimittelbehörde Medicines and Healthcare products Regulatory Agency (MHRA) erhalten. Im Dezember 2023 folgte die Zulassung in den USA durch die Food and Drug Administration (FDA), die zunächst nur die Behandlung der Sichelzellkrankheit umfasste; im Folgemonat wurde sie um die Behandlung der TDT erweitert.
Die EU-Zulassungen basieren auf zwei (Stand Februar 2024) noch laufenden, einarmigen Studien mit Patienten im Alter von 12 bis 35 Jahren, die beide ohne Kontrollgruppe durchgeführt werden. In der ersten Studie wurden 42 Patienten mit transfusionsabhängiger β-Thalassämie, die einmalig eine Dosis Exa-cel erhielten, eingeschlossen. Von ihnen benötigten 39 mindestens ein Jahr lang keine Bluttransfusion mehr. In der Studie an Patienten mit schwerer SCD (Genotypen HbS/S, HbS/β0 und HbS/β+) wurden 29 Patienten ausgewertet. Bei 28 von ihnen traten für mindestens 12 aufeinanderfolgende Monate keine vasookklusiven Krisen (VOC) mehr auf. Die Patienten werden über 15 Jahre für die Gewinnung von Langzeitdaten nachverfolgt.

## Wirkmechanismus

Schematische Darstellung des Genome Editing bei Exa-cel. BCL11A: B-cell lymphoma/leukemia 11A Gene; Cas9: CRISPR-assoziiertes Protein 9; GATA1: Erythroid-Transkriptionsfaktor; PAM: Protospacer adjacent Motif; sgRNA: Leit-RNA (Single guide RNA)

Schematische Darstellung der Wirkung von Exa-cel bei Sichelzellkrankheit (SDC) und β-Thalassämie (TDT): SCD und TDT entstehen durch Mutationen (violett) im HBB-Gen. Durch die genetische Editierung im BCL11A-Gen (gelb) mit der mit CRISPR/Cas9-Technologie wird die Expression des entsprechenden Proteins reduziert. Dadurch kommt es zu einer gesteigerten Produktion von fetalem Hämoglobin (HbF).

Exa-cel ist eine genetisch modifizierte, autologe, mit CD34+-Zellen angereicherte Population von hämatopoetischen Stamm- und Vorläuferzellen (HSPC). Ihre Herstellung erfolgt aus dem Patienten entnommenen Zellen, indem diese ex vivo mithilfe der CRISPR/Cas9-Technologie genetisch editiert werden: Eine hochspezifische Leit-RNA (single guide RNA, sgRNA) bewirkt einen präzisen DNA-Doppelstrangbruch an der Transkriptionsfaktor-Bindungsstelle in der Erythroid-spezifischen Enhancer-Region (GATA1-Bindungsstelle) des BCL11A-Gens. Die Expression von BCL11A wird herabgesetzt. BCL11A ist ein Zinkfingerprotein und hemmt normalerweise nach der Geburt die Aktivität des Gens für die γ-Globin-Expression. Durch die genetische Veränderung mittels Exa-cel unterbleibt jedoch die Unterdrückung von BCL11A und die erythroiden Zellen produzieren wieder fetales γ-Globin, das die Funktion des defekten β-Globins im adulten Hämoglobin ersetzt. Bei Patienten mit TDT soll durch die Bildung von γ-Globin die Korrektur des Ungleichgewichts zwischen dem α-Globin und dem Nicht-α-Globin kompensiert werden, wodurch die ineffektive Erythropoese und Hämolyse verringert werden und der Gesamthämoglobinspiegel ansteigt. Bei Patienten mit schwerer SCD soll die Expression von HbF die intrazelluläre HbS-Konzentration verringern, was die Sichelbildung der roten Blutzellen verhindert.

## Art der Anwendung
Die Gentherapie mit Exa-cel erfolgt in spezialisierten Behandlungszentren. Die hämatopoetischen Stamm- und Vorläuferzellen (human hematopoietic stem and progenitor cells, HSPC) werden medikamentös mobilisiert und aus dem peripheren Blut des Patienten mittels Apherese entnommen. Außerhalb des Körpers des Patienten (ex vivo) erfolgt aus den entnommenen Zellen in der Produktionsstätte des Herstellers dann die Herstellung des Arzneimittels, wofür die CD34+-HPSC isoliert und mit dem Ribonukleoproteinkomplex aus einer synthetischen Leit-RNA und Cas9 versetzt werden. Der Ribonukleoproteinkomplex wird in die Zellen mittels Elektroporation eingebracht. Das kryokonservierte Präparat wird bei unter −135 °C aufbewahrt und vor der Verabreichung aufgetaut.
Das Knochenmark des Patienten wird durch eine Hochdosis-Chemotherapie von bisherigen Stammzellen bereinigt, um für die transplantierten Zellen Platz zu schaffen (myeloablative Konditionierung). Nach der Konditionierung werden innerhalb eines bestimmten Zeitfensters die genetisch veränderten autologen Stammzellen als intravenöser Bolus über einen zentralen Venenkatheter injiziert. Die Behandlung besteht aus einer einmaligen Dosis.

## Unerwünschte Wirkungen
Nebenwirkungen sind auf die Arzneimittel zurückzuführen, die zur Stammzellentnahme und zur Konditionierung vor der Transplantation erforderlich sind. In den Studien waren dies am häufigsten niedrige Thrombozyten- und Leukozytenzahlen, Entzündungen der Mundschleimhaut, Übelkeit, Schmerzen des Bewegungsapparates, Bauchschmerzen, Erbrechen, Kopfschmerzen und Juckreiz.